# Кцинь
Кцинь (рос. Кцынь) — село в Ульяновському районі Калузької області Російської Федерації.
Населення становить 81 особу. Входить до складу муніципального утворення Село Дудоровський.

## Історія
Від 2004 року входить до складу муніципального утворення Село Дудоровський

## Населення
| 2002 | 2010 |
| ---- | ---- |
| 138  | ↘81  |